# Chliara mediostriga
Chliara mediostriga är en fjärilsart som beskrevs av Rothschild 1917. Chliara mediostriga ingår i släktet Chliara och familjen tandspinnare. Inga underarter finns listade i Catalogue of Life.